# (1172) Eneas
(1172) Eneas es un asteroide perteneciente a los asteroides troyanos de Júpiter descubierto por Karl Wilhelm Reinmuth el 17 de octubre de 1930 desde el observatorio de Heidelberg-Königstuhl, Alemania.

## Designación y nombre
Eneas se designó inicialmente como 1930 UA.
Más tarde fue nombrado por Eneas, un personaje de las mitologías griegas y romanas.

## Características orbitales
Eneas orbita a una distancia media del Sol de 5,217 ua, pudiendo alejarse hasta 5,759 ua y acercarse hasta 4,675 ua. Tiene una inclinación orbital de 16,67° y una excentricidad de 0,1039. Emplea 4352 días en completar una órbita alrededor del Sol.